# Carlos Julio Guzmán
Carlos Julio Guzmán Piñeros es un experimentado periodista deportivo colombiano con una carrera en los medios de cincuenta años. Ha cubierto importantes eventos deportivos como el Giro de Italia, el Tour de Francia, la Vuelta a Colombia y los Juegos Olímpicos, entre muchos otros.

## Carrera

### Inicios
Guzmán cursó y finalizó estudios de Ingeniería Industrial en la Universidad del Rosario e ingresó al mundo de los medios como una opción laboral. Inicialmente se desempeñó en la radio, más específicamente en Radio Nueva Granada, para avanzar paulatinamente a la televisión.

### Periodismo deportivo
Fue presentador y periodista deportivo en RCN Televisión inicialmente, trabajando más adelante para otras cadenas nacionales como RTI, PUNCH, Caracol Televisión, Caracol Radio, Canal Capital y Win Sports. Condujo programas de índole deportivo y de variedades como TV Sucesos, Vea Colombia y el Gol Caracol en televisión y Momento Deportivo en la radio.
Durante su carrera ha cubierto una gran cantidad de deportes como el ciclismo, el fútbol, el béisbol, la natación, la equitación y el golf. Ha desempeñado su labor profesional en eventos como los Juegos Olímpicos, el Giro de Italia, el Tour de Francia, la Vuelta a España, la Vuelta a Colombia, los Juegos Centroamericanos y del Caribe, el Mundial de Fútbol, los Juegos Bolivarianos y el Masters de Augusta, entre muchos otros. En la actualidad cubre eventos deportivos, especialmente ciclísticos, para los canales Win Sports y RCN.